# أنظمة دعم الكبد
أنظمة دعم الكبد هي أنظمة علاجية للمساعدة في أداء وظائف الكبد في الأشخاص الذين يعانون من تلف الكبد.
وظائف الكبد الرئيسية  تشمل إزالة المواد السامة من الدم، تصنيع بروتينات الدم وتخزين الطاقة في شكل جليكوجين و إفراز الصفراء. الخلايا الكبدية المسئولة عن أداء هذه المهام يمكن أن تتدمر أو تتلف بسبب بعض الأمراض، مما يؤدى إلى قصور كبدي.
في الفشل الكبدي الحاد تتطور الأعراض بسرعة مع وجود اعتلال دماغي كبدي ومتلازمة الاختلال العضوي المتعدد مثل دوران مفرط الديناميكية وأمراض تجلط الدم والقصور الكلوي الحاد وقصور في الجهاز التنفسي والوذمة الدماغية والتي يمكن أن تؤدي إلى موت الدماغ. في هذه الحالات فإن الوفيات دون زرع الكبد (LTx) تتراوح بين 40-80%. زراعة الكبد هو العلاج الفعال الوحيد لهؤلاء المرضى على الرغم من أنه يتطلب حالات معينة وتوقيت دقيق لتحقيق نتائج جيدة. ومع ذلك، ونظرا لندرة الأعضاء لإجراء عمليات زرع الكبد، فإنه يقدر أن ثلث المرضى الذين يعانون من الفشل الكبدي الحاد يموتون في انتظار أن يتم زرعة الكبد لهم. من ناحية أخرى، يمكن للمريض الذي يعاني من مرض كبدي مزمن أن يعاني من تعطل حاد في وظائف الكبد بسبب حدث آخر مثل نزيف الدوالي وتعفن الدم والإفراط في تناول الكحول وغيرها من الأمور الأخرى. القصور الكبدي يمكن أن يكون قابل للانعكاس حيث أن وظائف الكبد يمكن أن تعود إلى مستوى مماثل لتلك التي قبل حدوث الخلل. زراعة الكبد هو العلاج الوحيد الذي أظهر تحسنا في البقاء على قيد الحياة مع معظم الحالات الشديدة من الفشل الكبدي الحاد. ومع ذلك، فإن التكاليف وندرة المتبرعين دفعت الباحثين للبحث عن علاجات داعمة جديدة يمكن أن تكون بمثابة «جسر» لإجراء الزرع. من خلال استقرار الحالة السريرية للمريض، أو من خلال خلق الظروف المناسبة التي يمكن أن تسمح بانتعاش وظائف الكبد. 
ثلاثة أنواع مختلفة من العلاجات الداعمة تم تطويرها: النظام الحيوي الاصطناعي، والنظام الاصطناعي والنظام الهجين لدعم الكبد (الجدول 1).
| النظام الحيوي الاصطناعي | النظام الاصطناعي | النظتم الهجين |
| ----------------------- | ---------------- | ------------- |
| ELAD                    | MARS             | Hepat-Assist  |
| BLSS                    | Prometheus FPSA  | TECLA-HALSS   |
| RFB                     | SPAD             | MELS          |
| AMC-BAL                 | SEPET            | -             |

نظم دعم الكبد الاصطناعية الحيوية هي أجهزة تجريبية خارج الجسم  والتي تستخدم خطوط الخلايا الحية لتوفير إزالة السموم والدعم التخليقي للكبد الفاشل. الكبد الحيوي الاصطناعي (BAL)  يستخدم خلاية كبدية من الخنازير في حين أن نظام ELAD يستخدم خلايا كبدية بشرية،  هذه التقنيات إذا ما استخدمت في حالات الفشل الكبدي الحاد، فإنها تؤدي إلي  تحسين درجة اعتلال الدماغ الكبدي والإشارات البيوكيميائية. ومع ذلك، فهي علاجات عالية التعقيد تتطلب نهجا لوجستيا معقدا للتنفيذ؛ وقد تم توثيق تكلفة عالية جدا كما أن لها بعض الآثار الجانبية الهامة مثل القضايا المناعية (انتقال بعض الفيروسات من الخنازير)، والمضاعفات المعدية والإصابة بالسرطان. النظم الكبدية البيولوجية الأخرى هي دعم الكبد الحيوي (BLSS) والمفاعل الحيوي تدفق شعاعي (RFB). قدرة إزالة السموم من هذه النظم ضعيفة وبالتالي يجب استخدامها جنبا إلى جنب مع أنظمة أخرى للتخفيف من هذا النقص. اليوم استخدامه يقتصر على مراكز ذات خبرة عالية في تطبيقها. 
وتهدف أنظمة دعم الكبد الاصطناعي إلى استبدال مؤقت لوظائف الكبد الطبيعية في إزالة السموم، حيث أنها تستخدم الألبومين لمسح السموم المشاركة في ميكانيكية الفشل الكبدي. معظم السموم التي تتراكم في البلازما من المرضى الذين يعانون من قصور الكبد هي بروتينات لايمكن إزالتها بالتقنيات التقليدية مثل غسيل الكلى وترشيح الدم.  ومع ذلك، فإن النظم الأكثر استخداما على نطاق واسع اليوم تقوم على غسيل الكلى والامتزاز. في الوقت الحاضر، هناك نوعان من أنظمة دعم الكبد الاصطناعي خارج الجسم: نظام إعادة تدوير الجزيئات الجزيئية (MARS) وفصل الدم المجزأ والامتزاز (FPSA). 

## نظام إعادة تدوير الجزيئات الامتزازي (MARS)
تم تطويره من قبل مجموعة من الباحثين في جامعة روستوك (ألمانيا) في عام 1993 وبعدها تم تسويقه للاستخدام السريري في عام 1999. هذا النظام قادر على استبدال وظيفة إزالة السموم من الكبد مع التقليل من الإزعاج وعيوب الأجهزة المستخدمة سابقاً.

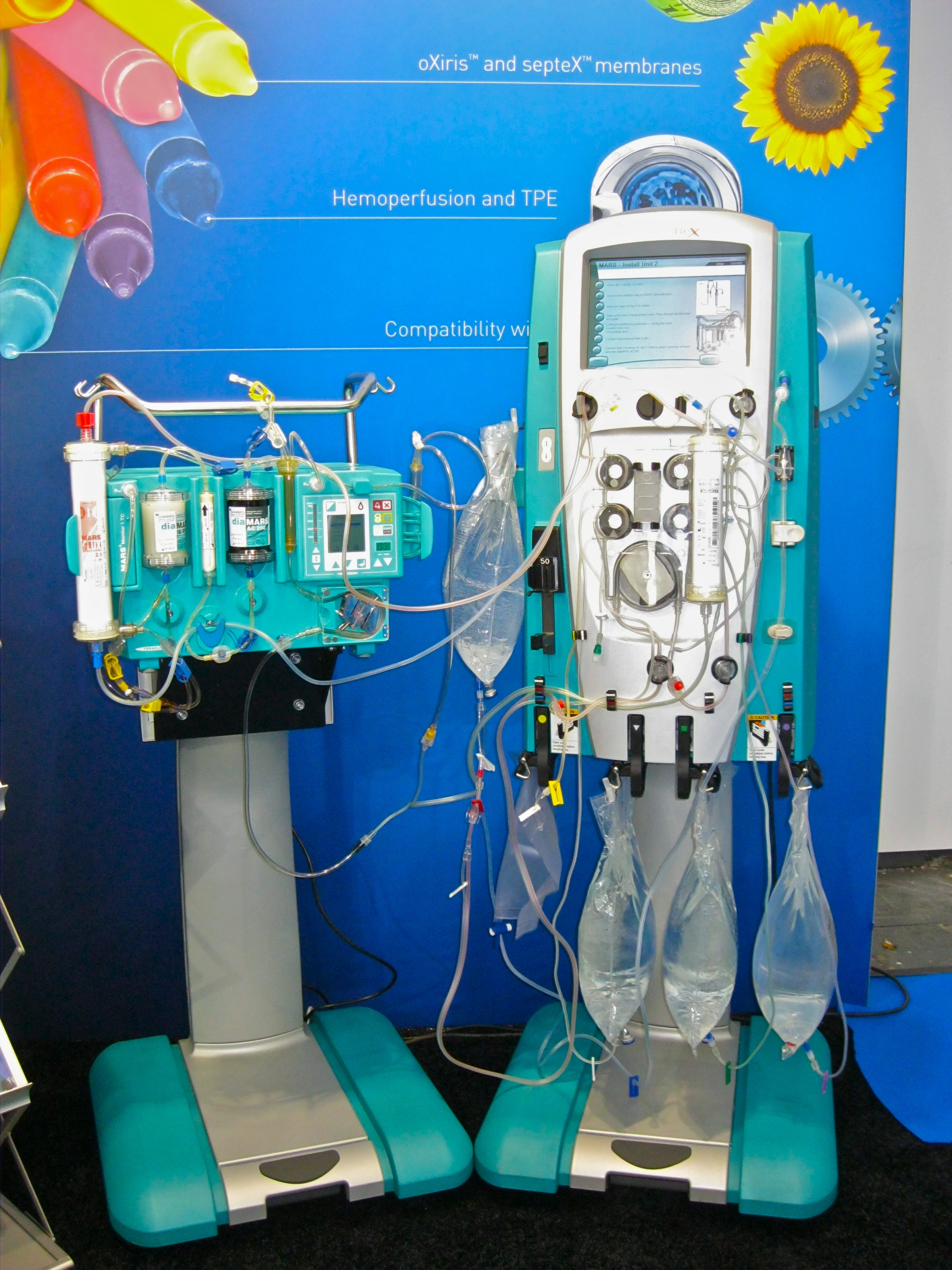
MARS

MARS هو نظام غسيل كلوى خارج الجسم  يتألف من ثلاث دوائر مختلفة: الدم  والزلال وسائل غسيل الكلى.

## آثار نظام (مارس) في علاج اعتلال الدماغ الكبدي
اعتلال الدماغ الكبدي يمثل واحد من أخطر المضاعفات المرتبطة بضعف الكبد. حيث انه يؤثر على الوعي والسلوك.
بعض التحاليل اثبتت انخفاضا في مستوي الأمونيا بعد استخدام نظام  مارس في علاج الفشل الكبدي (الجدول 2).
| المراجع | عددالمرضى | العمر (سنة) | العلاج ساعات/المريض | الأمونيا قبل MARS (ميكروغرام/ديسيلتر) | الأمونيا بعد MARS (ميكروغرام/ديسيلتر) | المستوي |
| ------- | --------- | ----------- | ------------------- | ------------------------------------- | ------------------------------------- | ------- |
| (1999)  | 9         | 38±5        | 73.2                | 130                                   | 64                                    | <0.05   |
| (2002)  | 10        | 42±12       | 51.2                | 247                                   | 126                                   | <0.003  |
| (2001)  | 8         | 43±5        | 10.0                | 150                                   | 121                                   | <0.05   |
| (2001)  | 8         | 47±16       | 28.1                | 280                                   | 65                                    | <0.005  |

مستويات المنغنيز والنحاس في المصل زادت في المرضى الذين يعانون الفشل الكبدي الحاد. ومع ذلك، فقط في أولئك المرضى الذين يعانون من القصور الكبدي المزمن، فقد لوحظ تغيير في الرنين المغناطيسي علي المخ،  ربما لأن هذا النوع من المرضى يكون لديهم نفاذية أعلي في غشاء المخ.
في الآونة الأخيرة عدة دراسات أظهرت تحسنا كبيرا في المرضى الذين عولجوا بنظام مارس.

## علاج عدم استقرار ديناميكا الدم
عدم استقرار الدورة الدموية غالبا ما يترافق مع قصور الكبد الحاد نتيجة تراكم العديد من المواد في الدم. حيث يوجد توسع في الأوعية وانخفاض مقاومة الأوعية الدموية وانخفاض ضغط الدم وزيادة النتاج القلبي الذي يؤدي إلى إضرابات الدورة الدموية.
أثناء العلاج بنظام مارس فإن مقاومة الأوعية الدموية والضغط الشرياني يظهر زيادة وثابتة وتحسن في حالة المريض.
| المقياس        | خط الأساس   | بعد العلاج لأول مرة. | بعد العلاج للمرة الثانية. |
| -------------- | ----------- | -------------------- | ------------------------- |
| MAP(مم زئبق)   | 77.8 ± 11.7 | 82.7 ± 11.7          | 84.2 ± 8                  |
| WHVP(مم زئبق)  | 40.7 ± 5.6  | 34 ± 9.6             | 37.3 ± 5.5                |
| FHVP(مم زئبق)  | 17.7 ± 7.4  | 16.7 ± 7.5           | 17 ± 3.6                  |
| HVPG(مم زئبق)  | 23 ± 7.0    | 17.3 ± 9.9           | 20.3 ± 5.5                |
| PAP(مم زئبق)   | 23.7 ± 7.3  | 22 ± 4.8             | 15.7 ± 4.1                |
| PCP(مم زئبق)   | 17.2 ± 8.3  | 14.5 ± 2.9           | 9.7 ± 7.0                 |
| rPAP (مم زئبق) | 11.2 ± 4.6  | 10 ± 4.2             | 7.3 ± 7.6                 |
| CO(لتر/دقيقة)  | 11.2 ± 1.6  | 10 ± 2.8             | 9.4 ± 2.1                 |
| SVRI           | 478.5 ± 105 | 514 ± 104.7          | 622 ± 198                 |

| Abbreviations: MAP= mean arterial pressure; WHVP= wedged hepatic venous pressure;FHVP= free hepatic venous pressure; HVPG= hepatic venous pressure gradient; PAP= pulmonary arterial pressure; PCP= pulmonar capillary pressure; rPAP= right pulmonary arterial pressure; CO= cardiac output; SVRI= systemic vascular resistance index. |

وهناك دراسات أخرى أيضا مع نتائج مماثلة  خلصت إلى أن هناك دلالة إحصائية في تحسن حالة المريض مع مارس مقارنة بنظام بروميثيوس (الجدول 4).
| MARS   | MAP | SVRI | CO | BR |
| ------ | --- | ---- | -- | -- |
| (2000) | ↑NS | -    | -  | -  |
| (2002) | ↑S  | -    | -  | -  |
| (2003) | ↑S  | ↑S   | ↓S | ↓S |
| (2006) | ↑S  | ↑S   | ↔  | ↔  |
| (2008) | ↑NS | ↔    | ↔  | ↔  |

| Abbreviations: MAP: Mean arterial pressure; SVRI: Systemic vascular resistance index; CO: Cardiac output; BR: Beat rate; S: Statistically significant, p< 0.05; NS: not statistically significant. ↑: Increase; ↓:Decrease; ↔: No changes. |

## الآثار في علاج وظائف الكلى
المتلازمة الكبدية الكلوية هي واحدة من المضاعفات الخطيرة في المرضى الذين يعانون من تليف كبدي حاد وزيادة ضغط الدم البابي. حيث يحدث توسع في الأوعية الدموية الحشوية مما يتسبب في إنتاج مواد تضيق الأوعية الكلوية ووتؤدي إلي انخفاض معدل الترشيح مما يؤدي إلى قلة البول مع ما يصاحب ذلك من انخفاض في تصفية الكرياتينين. 
العلاج يخفض نسبة اليوريا والكرياتينين في الدم، كما أنه يحسن المتلازمة الكبدية الكلوية.

## آثار العلاج على العلامات البيوكيميائية
كان البيليروبين الكلي هو العلامة الحيوية الوحيدة التي تم تحليلها في جميع التجارب والتي كانت دائما مخفضة في المرضى الذين يعالجون بنظام مارس. هناك دراسة قامت بقياس مستويات البيليروبين بعد 14 يوم من العلاج بنظام مارس ولاحظت انخفاض ثابت، ليس فقط للبيليروبين ولكن أيضا للكرياتينين واليوريا (الجدول 5). 
| الدراسة | المتقدمين      | مجموعات MARS | التدخل               | البيليروبين | الكيرياتينين | الألبيومين | اليوريا | ALT | AST | أمونيا | يوريا نيتروجين |
| ------- | -------------- | ------------ | -------------------- | ----------- | ------------ | ---------- | ------- | --- | --- | ------ | -------------- |
| [ 56 ]  | 8              | 5            | 6 h x 3 d            | ↓S          | ↓S           | ↑NS        | -       | -   | -   | -      | -              |
| [ 40 ]  | 12             | 12           | 6 h x 3 d            | ↓*          | ↓S           | -          | -       | -   | -   | -      | -              |
| [ 41 ]  | 9              | 9            | 8 h x 7 d 4 sessions | ↓S          | ↓S           | ↔          | -       | -   | -   | ↔      | -              |
| [ 52 ]  | 6              | 6            | 6-8 h x 10 d         | ↓S          | ↔            | ↔          | ↔       | -   | -   | ↔      | -              |
|         | 31             | 39           | 6 h x 5 d            | ↓S          | ↓S           | -          | -       | -   | -   | ↓S     | ↓S             |
| [ 53 ]  | 5              | 8            | 6 h                  | ↓S          | ↓S           | ↔          | ↓S      | ↓S  | -   | -      | ↔              |
| [ 63 ]  | 13             | 14           | 8 h x 3 d            | ↓S          | ↓S           | -          | -       | ↔   | ↔   | -      | ↓S             |
| [ 55 ]  | 8:8 Prometheus | 8            | -                    | ↓S          | ↓S           | -          | -       | -   | -   | -      | -              |
| [ 64 ]  | 26             | 19           | 8 h x 3 d            | ↓S          | ↓S           | ↔          | ↓S      | ↓S  | ↓S  | -      | -              |

## التخلص من الأدوية والسموم
- التمثيل الغذائي وأداء الكبد يعتمد على عدة عوامل:
- معدل تدفق الكبد
- نشاط السيتوكروم P-450
- الزلال
- إزالة المادة خارج الكبد

في المرضى الذين يعانون من الفشل الكبدي، فإن الأدوية التي لا تخرج إلا عن طريق الكبد، تتراكم في البلازما مباشرة بعد تعاطيها، وبالتالي فإنه لابد من تعديل الجرعات المخدرات والتركيزات لتقليل خطر السمية. ومن الضروري أيضا ضبط جرعات تلك الأدوية التي تمر في الكبد ولها قابلية قليلة للبروتين، مثل  (الليفوفلوكساسين وسيبروفلوكساسين).
| مضادات الالتهاب اللا ستيرويدية | المضادات الحيوية | مضادات الهيستامين  | مذيبات الدهون   | الدواء الكيمائي |
| ------------------------------ | ---------------- | ------------------ | --------------- | --------------- |
| Diclofenac                     | Cephazoline      | Omeprazole         | Clofibrate      | Chlorambucil    |
| Ibuprofen                      | Cefoperazone     | مضادات الفطريات    | Lovastatin      | Etoposide       |
| Indomethacine                  | Ceftriaxone      | Amphotericine B    | Simvastatine    | Melphalan       |
| Ketoprofen                     | Cloxacilin       | Itraconazole       | Fluvastatine    | D-penicillamine |
| Naproxen                       | Oxacilin         | Ketoconazole       | أدوية الضغط     | Fentanyl        |
| Phenylbutazone                 | Clindamycin      | الباربيتيورات      | Hydralacine     | Methadone       |
| Piroxicam                      | Erythromycin     | Thiopental         | Irbesartan      |                 |
| Teicoplanin                    | Losartan         | Tamoxifen          |                 |                 |
| Rifampicin                     | Clonazepam       | Misoprostol        | الأفيون         |                 |
| مضادات الكالسيوم               | Rifabutin        | Diazepam           | Prazosin        |                 |
| Nimodipine                     | أدوية الإكتئاب   | Flunitrazepam      | Valsartan       |                 |
| Nifedipine                     | Amitriptyline    | Flurazepam         |                 |                 |
| Nitrendipine                   | Desipramine      | Lorazepam          | Fosinopropil    |                 |
| Antiarrhythmics                | Imipramine       | Midazolam          | Quinapril       |                 |
| Amiodarone                     | Nortriptyline    | Nitrazepam         | أدوية المناعة   |                 |
| Quinidine                      | مضادات التجلط    | Oxacepam           | Ciclosporin     |                 |
| Propafenone                    | Warfarin         | Temazepam          | Tacrolimus      |                 |
| Lidocaine                      | Ondansetron      | Methylprednisolone |                 |                 |
| Digoxin                        |                  | Prednisone         | Celecoxib       |                 |
| Verapamil                      | أدوية الصرع      | Budesonide         | Diphenhydramine |                 |
| أدوية السكر                    | Carbamazepine    | مدرات البول        |                 |                 |
| Glibenclamide                  | Valproic acid    | Furosemide         |                 |                 |
|                                |                  | Spironolactone     |                 |                 |
|                                |                  | Torsemide          |                 |                 |

## آثار المريخ على البقاء على قيد الحياة
دراسة   شملت 4 تجارب عشوائية وجدت أن التحسن في البقاء على قيد الحياة للمرضى الذين يعانون من فشل الكبد وعولجوا بنظام MARS لا يختلفوا في النتائج عن نظام SMT.
| الدراسة | عدد المرضي |
| ------- | ---------- |
| (2002)  | 24         |
| (2004)  | 18         |
| (2007)  | 70         |
| (2003)  | 13         |
| (2004)  | 27         |
| (2009)  | 45         |
| (2006)  | 18         |
| (2008)  | 57         |
| (2005)  | 10         |
| (2006)  | 18         |
| (2006)  | 8          |
| (2008)  | 24         |

| دراسة  | المتابعة | البقاء على قيد الحياة (%) |
| ------ | -------- | ------------------------- |
| (2008) |          | 7/10 (70)                 |
| (2008) | 3 أشهر   | 2/6 (33)                  |
| (2005) | 30 يوما  | 4/9 (44)                  |
| (2006) | 30 يوما  | 4/8 (50)                  |
| (2006) | 7 أيام   | 6/6 (100)                 |
| (2008) | 6 أشهر   | 5/8 (63)                  |

| دراسة  | العدد | وفيات مارس (%) | وفيات المتجكم به | الوقت  | احتمالات نسبة |
| ------ | ----- | -------------- | ---------------- | ------ | ------------- |
| [ 56 ] | 13    | 63             | 100              | 7 أيام | 0.63          |
| [ 40 ] | 24    | 50             | 67               | 6 أشهر | 0.75          |
| [ 41 ] | 18    | 56             | 56               | 3 أشهر | 1             |
|        | 70    | 49             | 55               |        | 0.89          |
| [ 53 ] | 13    | 38             | 40               |        | 0.94          |
| [ 63 ] | 27    | 50             | 69               |        | 0.72          |

## دواعي العلاج

### فشل الكبد الحاد بعد الفشل المزمن
المسببات:
- التهاب الكبد الفيروسي المزمن[73]
- أمراض الكبد الكحولية[74][75]
- أمراض المناعة الذاتية[76]
- أمراض التمثيل الغذائي مثل داء ترسب الأصبغة الدموية
- تليف الكبد مجهول السبب

دواعي العلاج بنظام مارس
- البيليروبين > 15 ملغ/ديسيلتر (255 مكرومول/لتر)
- الفشل الكلوي أو متلازمة كبدية.
- اعتلال الدماغ الكبدي

جدول العلاج:
- 3 إلى 5 جلسات وكل جلسة ثماني ساعات

### فشل الكبد الحاد
المسببات:
- العدوى الفيروسية[32][53][77]
- التسمم (جرعة زائدة من الباراسيتامول، الفطر)[78][79][80][81]
- التسمم الحاد
- أمراض الأوعية الدموية
- نقص الأوكسجين
- التهاب الكبد[82]
- فشل الكبد أثناء الحمل أو متلازمة راي
- غير معروف

دواعي العلاج بنظام مارس
- اعتلال الدماغ الكبدي
- زيادة الضغط داخل المخ
- التهاب الكبد الحاد مع البيليروبين > 8 ملغ/ديسيلتر (100 مكرومول/لتر)
- الفشل الكلوي أو متلازمة كبدية
- مرض ويلسون
- اختلال وظائف الكبد إثر جرعة زائدة من الباراسيتامول

جدول العلاج:
- 3 إلى 5  جلسات كلا منها ثماني ساعات
- التهاب الكبد. 3 جلسات جلسات كلا منها ثماني ساعات
- الجرعات الزائدة من الباراسيتامول: 3 إلى 5 جلسات كلا منها 24 ساعة
- التسمم بالفطر: من 3 إلى 5 جلسات كلا منها 24 ساعة
- مرض ويلسون: الحد الأدنى 5 جلسات كلا منها 24 ساعة
- جرعة زائدة من المخدرات: من 3 إلى 5 جلسات كلا منها ثماني ساعات

### فشل الكبد بعد الزراعة[83][84]
المسببات:
- أخطاء أثناء الإعداد والنقل
- العدوى
- تسمم كبد
- التعقيدات التقنية
- تكرار المرض الأساسي
- 3 إلى 5 جلسات كلا منها 8 ساعات

### فشل الكبد بعد جراحة الكبد[85]
المسببات:
- استئصال الكبد في سرطان الكبد
- استئصال جزئي في المتبرعين الأحياء

جدول العلاج:
- 3 إلى 5 جلسات كلا منها 8 ساعات

### الحساسية والحكة في حالات ركود الصفراء[86]
- تليف الكبد الصفراوي الابتدائي (PBC), التهاب الأقنية الصفراوية المصلب الابتدائي (PSC)
- رتق القناة الصفراوية

جدول العلاج:
- 3 إلى 5 ثماني جلسات كلا منها 8 ساعات
- تكرار العلاج عند تكرار الأعراض

## موانع العلاج
- عدم استقرار ديناميكا الدم وانخفاض الضغط الشرياني < 55 مم زئبق
- نزيف
- خلل تجلط الدم
- نقص الصفيحات الحاد